# Aéroport de Salinas
L'aéroport Général Ulpiano Paez (code IATA : SNC • code OACI : SESA) est un aérodrome public/militaire situé près de Salinas, une ville dans la province de Santa Elena en Équateur.

## Situation
| \| 100 km1:8 036 000 \|Seymour San Cristóbal Cuenca Esmeraldas Guayaquil Latacunga-Cotopaxi Manta Salinas Machala/Santa Rosa Tulcán Quito Coca Lago Agrio Loja Macas |
| 100 km1:8 036 000 |